# 比利亚尔瓦德拉兰普雷亚纳
比利亚尔瓦德拉兰普雷亚纳，是西班牙卡斯蒂利亚-莱昂萨莫拉省的一个市镇。 总面积28平方公里，总人口306人（2001年），人口密度11人/平方公里。